# El Greco
El Greco (1541 – 7 tháng 4 năm 1614) là một họa sĩ, nhà điêu khắc, và kiến trúc sư phục hưng.
El Greco sinh ở Crete, lúc đó thuộc về cộng hòa Venice, và là trung tâm nghệ thuật hậu Byzantine. Ông ta trở thành một bậc đại sư về nghệ thuật ở đó và dời về Venice lúc 26 tuổi, giống nhiều nghệ sĩ Hy Lạp khác. Năm 1570, Ông qua Rome mở xưởng sáng tác và làm việc tại đó. Lúc ở Ý, El Greco thu nhập thêm hai phong cách của trường phái kiểu cách và phục hưng Ý. Năm 1577, ông sang Toledo, Tây Ban Nha và làm việc ở đó đến cuối đời. 
Ở Toledo, El Greco nhận được nhiều việc làm và vẽ những bức tranh nổi tiếng nhất của ông.
Phong cách biểu hiện của ông làm cho nhiều người đương thời ngỡ ngàng và mãi cho đến thế kỷ 20 mới được ưa chuông. El Greco được coi là một người tiên phong cho trường phái biểu hiện và lập thể, tâm lý và tác phẩm của ông là nguồn cảm hứng cho những thi sỹ và văn sỹ như là Rainer Maria Rilke và Nikos Kazantzakis. Các học giả hiện đại coi ông là một nghệ sĩ có cá tính độc đáo vì ông không thuộc một trường phái rõ ràng. 
Ông ta nổi tiếng hay vẽ những gương mặt và chân tay dài, phối hợp truyền thống nghệ thuật Byzantine với hội họa Âu Tây.

### Ấn phẩm và bài viết
- Acton, Mary (1991). Learning to Look at Paintings. Oxford University Press. ISBN 0-521-40107-0.
- Allardyce, Isabel (2003). "Our Lady of Charity, at Illescas". Historic Shrines of Spain 1912. Kessinger Publishing. ISBN 0-7661-3621-3.
- Álvarez Lopera, José (2005). "El Greco: From Crete to Toledo (translated in Greek by Sofia Giannetsou)". in M. Tazartes' "El Greco". Explorer. ISBN 960-7945-83-2.
- Anstis, Stuart (2002). "Was El Greco Astigmatic" (PDF). Leonardo. Quyển 35 số 2. tr. 208. doi:10.1162/00240940252940612.
- Arslan, Edoardo (1964). "Cronisteria del Greco Madonnero". Commentari. Quyển xv số 5. tr. 213–231.
- Boubli, Lizzie (2003). "Michelangelo and Spain: on the Dissemination of his Draugthmanship". Reactions to the Master edited by Francis Ames-Lewis and Paul Joannides. Ashgate Publishing, Ltd. ISBN 0-7546-0807-7.
- Braham, Allan (1966). "Two Notes on El Greco and Michelangelo". Burlington Magazine. Quyển 108 số 759. The Burlington Magazine Publications, Ltd. tr. 307–310.
- Bray, Xavier (2004). El Greco. National Gallery Company, London. ISBN 1857093151.
- Brown, Jonathan (ed.) (1982). "El Greco and Toledo". El Greco of Toledo (catalogue). Little Brown. ASIN B-000H4-58C-Y. {{Chú thích sách}}: |first= có tên chung (trợ giúp)
- Brown Jonathan, Kagan Richard L. (1982). "View of Toledo". Studies in the History of Art. Quyển 11. tr. 19–30.
- Brown Jonathan, Mann Richard G. (1997). "Tone". Spanish Paintings of the Fifteenth Through Nineteenth Centuries. Routledge (UK). ISBN 0-415-14889-8.
- Byron, Robert (1929). "Greco: The Epilogue to Byzantine Culture". Burlington Magazine for Connoisseurs. Quyển 55 số 319. The Burlington Magazine Publications, Ltd. tr. 160–174.
- Constantoudaki, Maria (1975–1976). "D. Theotocópoulos, from Candia to Venice (in Greek)". Bulletin of the Christian Archeological Society. Quyển 8 (period IV). tr. 55–71.
- Cormack, Robin (1997). Painting the Soul, Icons, Death Masks and Shrouds. Reaktion Books, London.
- Cossío, Manuel Bartolomé (1908). El Greco (in Spanish). Victoriano Suárez, Madrid.
- Crow, John Armstrong (1985). "The Fine Arts — End of the Golden Age". Spain: The Root and the Flower. University of California Press. ISBN 0-520-05133-5.
- Davies, David (1990). "The Byzantine Legacy in the Art of El Greco". El Greco of Crete (proceedings) edited by Nicos Hadjinicolaou. Herakleion.
- Davies, David (1990). "The Influence of Christian Neo-Platonism on the Art of El Greco". El Greco of Crete (proceedings) edited by Nicos Hadjinicolaou. Herakleion.
- Engass Robert, Brown Jonathan (1992). "Artistic Practice — El Greco versus the Hospital of Charity, Illescas". Italian and Spanish Art, 1600–1750. Northwestern University Press. ISBN 0-8101-1065-2.
- Fernádez, Francisco de San Román (1927). "De la Vida del Greco — Nueva Serie de Documentos Inéditos". Archivo Español del Arte y Arqueologia. Quyển 8. tr. 172–184.
- Foundoulaki, Efi (1992). "From El Greco to Cézanne". From El Greco to Cézanne (catalogue). National Gallery-Alexandros Soutsos Museum.
- Foundoulaki, Efi (ngày 24 tháng 8 năm 1990). "Reading El Greco through Manet (in Greek)". Anti. số 445. tr. 40–47.
- Gautier, Théophile (1981). "Chapitre X". Voyage en Espagne (bằng tiếng Pháp). Gallimard-Jeunesse. ISBN 2-07-037295-2.
- "Greco, El". Encyclopaedia Britannica. 2002.
- Grierson, Ian (2000). "Who am Eye". The Eye Book. Liverpool University Press. ISBN 0-85323-755-7.
- Griffith, William (2005). "El Greco". Great Painters and Their Famous Bible Pictures. Kessinger Publishing. ISBN 1-4179-0608-1.
- Gudiol, José (1973). Doménicos Theotocópoulos, El Greco, 1541–1614. Viking Press. ASIN B-0006C-8T6-E.
- Gudiol, José (1962). "Iconography and Chronology in El Greco's Paintings of St. Francis". Art Bulletin. Quyển 44 số 3. College Art Association. tr. 195–203. doi:10.2307/3048016.
- Hadjinicolaou, Nicos (1990). "Doménicos Theotocópoulos, 450 Years from his Birth". El Greco of Crete (proceedings) edited by Nicos Hadjinicolaou. Herakleion.
- Hadjinicolaou, Nicos (1994). "Inequalities in the work of Theotocópoulos and the Problems of their Interpretation". Meanings of the Image edited by Nicos Hadjinicolaou (in Greek). University of Crete. ISBN 960-7309-65-0.
- Harris, Enriquetta (1938). "A Decorative Scheme by El Greco". Burlington Magazine for Connoisseurs. Quyển 72 số 421. The Burlington Magazine Publications, Ltd. tr. 154–155+157–159+162–164.
- Helm, Robert Meredith (2001). "The Neoplatonic Tradition in the Art of El Greco". Neoplatonism and Western Aesthetics edited by Aphrodite Alexandrakis and Nicholas J. Moutafakis. SUNY Press. ISBN 0-7914-5279-4.
- Hispanic Society of America (1927). El Greco in the Collection of the Hispanic Society of America. Printed by order of the trustees.
- Johnson, Ron (1980). "Picasso's "Demoiselles d'Avignon" and the Theatre of the Absurd". Arts Magazine. Quyển V số 2. tr. 102–113.
- Kandinsky Wassily, Marc Franz (1987). L'Almanach du "Blaue Reiter". Klincksieck. ISBN 2-252-02567-0.
- Lambraki-Plaka, Marina (1999). El Greco-The Greek. Kastaniotis. ISBN 960-03-2544-8.
- Lambraki-Plaka, Marina (ngày 19 tháng 4 năm 1987). "El Greco, the Puzzle. Doménicos Theotocópoulos today". To Vima.
- Lambraki-Plaka, Marina (1992). "From El Greco to Cézanne (An "Imaginary Museum" with Masterpieces of Three Centuries)". From El Greco to Cézanne (catalogue). National Gallery-Alexandros Soutsos Museum.
- Landon, A.E. (2003). Reincarnation Magazine 1925. Kessinger Publishing. ISBN 0-7661-3775-9.
- Lefaivre Liane, Tzonis Alexander (2003). "El Greco (Domenico Theotocopoulos)". El Greco—The Greek. Routledge (UK). ISBN 0-415-26025-6.
- Mango Cyril, Jeffreys Elizabeth (2002). "Towards a Franco-Greek Culture". The Oxford History of Byzantium. Oxford University Press. ISBN 0-19-814098-3.
- Mann, Richard G. (2002). "Tradition and Originality in El Greco's Work" (PDF). Journal of the Rocky Mountain. Quyển 23. The Medieval and Renaissance Association. tr. 83–110. Bản gốc (PDF) lưu trữ ngày 6 tháng 9 năm 2006. Truy cập ngày 15 tháng 7 năm 2009.
- Marias, Fernando (1999). "El Greco's Artistic Thought". El Greco, Identity and Transformation edited by Alvarez Lopera. Skira. ISBN 88-8118-474-5.
- Marias Fernando, Bustamante García Agustín (1981). Las Ideas Artísticas de El Greco (in Spanish). Cátedra. ISBN 84-376-0263-7.
- Mayer, Aygust L. (1929). "El Greco — An Oriental Artist". Art Bulletin. Quyển 11 số 2. College Art Association. tr. 146–152. doi:10.2307/3045440.
- Mayer, Aygust L. (1939). "Notes on the Early El Greco". Burlington Magazine for Connoisseurs. Quyển 74 số 430. The Burlington Magazine Publications, Ltd. tr. 28–29+32–33.
- Meier-Graefe, Julius (1926). The Spanish Journey (translated form German by J. Holroyd-Reece). Jonathan Cape, London.
- Mertzios, K.D. (1961–1962). "Selections of the Registers of the Cretan Notary Michael Maras (1538–1578) (in Greek)". Cretan Chronicles. Quyển 2 số 15–16. tr. 55–71.
- Nagvi-Peters, Fatima (ngày 22 tháng 9 năm 1997). "A Turning Point in Rilke's Evolution: The Experience of El Greco". Germanic Review. Quyển 72. Bản gốc lưu trữ ngày 13 tháng 10 năm 2007. Truy cập ngày 15 tháng 7 năm 2009.
- Pallucchini, Rodolfo (1948). "Some Early Works by El Greco". Burlington Magazine. Quyển 90 số 542. The Burlington Magazine Publications, Ltd. tr. 130–135, 137.
- Panayotakis, Nikolaos M. (1986). ""The Cretan Period of the Life of Doménicos Theotocópoulos". Festschrift In Honor Of Nikos Svoronos, Volume B. Crete University Press.
- Pijoan, Joseph (1930). "El Greco — A Spaniard". Art Bulletin. Quyển 12 số 1. College Art Association. tr. 12–19. doi:10.2307/3050759.
- Procopiou, Angelo (1952). "El Greco and Cretan Painting". Burlington Magazine. Quyển 94 số 588. The Burlington Magazine Publications, Ltd. tr. 74+76–80.
- Rassias John, Alexiou Christos, Bien Peter (1982). "Greco". Demotic Greek II: The Flying Telephone Booth. UPNE. ISBN 0-87451-208-5.{{Chú thích sách}}:  Quản lý CS1: nhiều tên: danh sách tác giả (liên kết)
- Salas, X. de (1961). "The Velazquez Exhibition in Madrid". Burlington Magazine. Quyển 103 số 695. tr. 54–57.
- Sanders Alan, Kearney Richard (1998). "Changing Faces". The Wake of Imagination: Toward a Postmodern Culture. Routledge (UK). ISBN 0-415-11950-2.
- Scholz-Hansel, Michael (1986). El Greco. Taschen. ISBN 3-8228-3171-9.
- Sethre, Janet (2003). "El Greco". The Souls of Venice. McFarland & Company. ISBN 0-7864-1573-8.
- Sheehanl, J.J. (2000). "Critiques of a Museum Culture". Museums in the German Art World. Oxford University Press US. ISBN 0-19-513572-5.
- Souchère de la, Dor (1960). Picasso à Antibes (bằng tiếng Pháp). Fernan Hazan (Paris).
- Talbot Rice, David (1964). David Piper (biên tập). Enjoying Paintings. London: Penguin. ASIN B-000-BGRP4-C.
- Tazartes, Mauricia (2005). El Greco (translated in Greek by Sofia Giannetsou). Explorer. ISBN 960-7945-83-2.
- "Theotocópoulos, Doménicos". Encyclopaedia The Helios. 1952.
- Valliere, James T. (Autumn 1964). "The El Greco Influence on Jackson Pollock's Early Works". Art Journal. Quyển 24 số 1. College Art Association. tr. 6–9. doi:10.2307/774739.{{Chú thích tạp chí}}:  Quản lý CS1: ngày tháng và năm (liên kết)
- Wethey, Harold E. (1962). El Greco and his School (Volume II). Princeton University Press. ASIN B-0007D-NZV-6.
- Wethey, Harold E. (1984). "El Greco in Rome and the Portrait of Vincenzo Anastagi". Studies in the History of Art. Quyển 13. tr. 171–178.
- Wethey, Harold E. (1966). "Letter to the Editor". Art Bulletin. Quyển 48 số 1. College Art Association. tr. 125–127.